# Speedway Motors
Speedway Motors Inc. ist ein US-amerikanisches Unternehmen im Bereich von Automobilen sowie Fahrzeughersteller.

## Unternehmensgeschichte
Das Unternehmen wurde am 13. Mai 1970 in Lincoln in Nebraska gegründet. Das Unternehmen gibt davon abweichend 1952 an. Gründer war Bill Smith. Es stellt Tuningteile und Fahrzeugzubehör her. 1958 oder 1980 begann die Produktion von Automobilen. Der Markenname lautet Speedway, evtl. mit dem Zusatz Motors. Die vier Söhne des Gründers, Carson, Craig, Clay und Jason Smith, leiten das Unternehmen.
Nach Unternehmensangaben besteht eine Zusammenarbeit mit Total Performance.

## Fahrzeuge
Das Unternehmen stellt Hot Rods her. Sie ähneln wahlweise dem Ford Modell A, dem Ford Modell T als Pick-up oder Roadster-Modellen von Chevrolet von 1932 und 1934. Oftmals bildet ein Leiterrahmen die Basis. Verschiedene V8-Motoren treiben die Fahrzeuge an.
Außerdem gibt oder gab es VW-Buggies und Nachbildungen von Sportwagen von Bugatti.